# London River Services

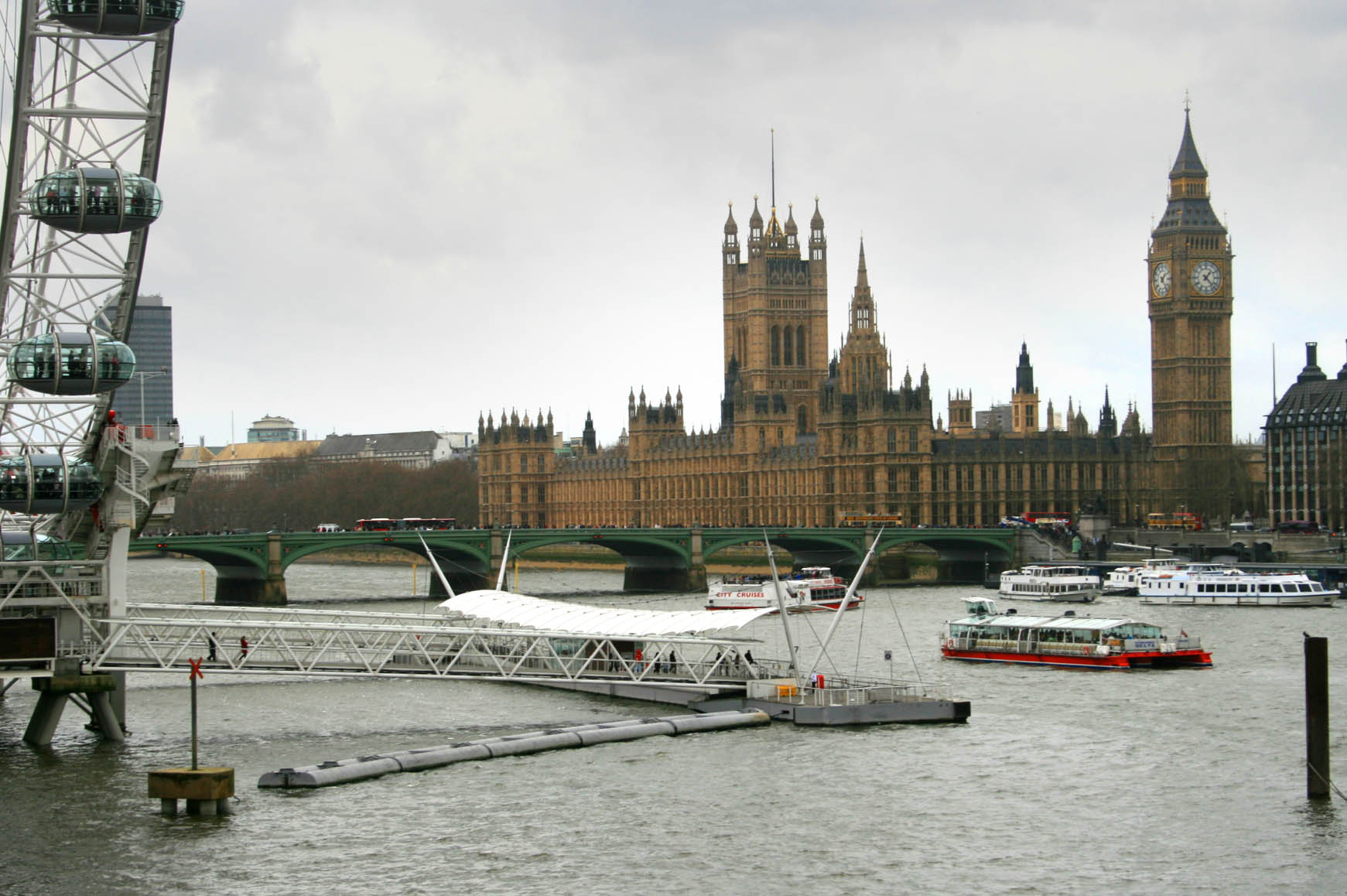
Traffico intorno al Parlamento nel 2008.

London River Services è la divisione del Transport for London (TfL) che gestisce il servizio passeggeri sulla rete fluviale operante sul Tamigi a Londra. Il servizio non viene operato in proprio ma dato in concessione ad altri operatori. Esso è articolato tra servizi prettamente turistici e servizi per viaggiatori pendolari.
Il Tamigi è largo mediamente 300 metri nel tratto che scorre entro l'area della Grande Londra ed è facilmente attraversabile a mezzo dei tanti ponti che lo scavalcano. Pertanto i servizi fluviali sul Tamigi hanno delle direttrici est-ovest piuttosto che di raccordo fra le due sponde del fiume. Alcuni ferry-boat vengono usati a valle di Londra la dove il fiume si allarga verso l'estuario e dove non esistono ponti che lo scavalcano.
La rete del London's river service non è così estesa come quella di Hong Kong o Sydney, ma con i recenti investimenti nei trasporti fluviali e la creazione dei London River Services, questo genere di trasporto sta ottenendo un nuovo impulso. Più di 2.000 pendolari al giorno viaggiano sui mezzi fluviali operanti sul Tamigi raggiungendo così la non indifferente cifra di circa 3.000.000 di passeggeri per anno.

## Storia
Prima della costruzione dei ponti sul Tamigi e della metropolitana, il fiume costituì il maggior mezzo di comunicazione fra le due zone di Londra separate da esso. Tentativi per regolare i trasporti di passeggeri e merci, iniziarono già nel 1197, quando re Riccardo I cedette i diritti della Corona sul fiume alla Corporazione della Città di Londra, che iniziò a rilasciare licenze ai natanti per i servizi di trasporto sul fiume. Nel 1510 Enrico VIII concesse delle licenze che davano diritti di esclusiva per il trasporto dei passeggeri lungo il Tamigi, e nel 1555 una legge del Parlamento creò una società per il controllo del traffico sul fiume.
Per secoli, l'unico ponte sul Tamigi fu il London Bridge. L'attraversamento del fiume su piccole barche di legno fu l'unico modo di viaggiare fra le due sponde del Tamigi.

### XIX secolo

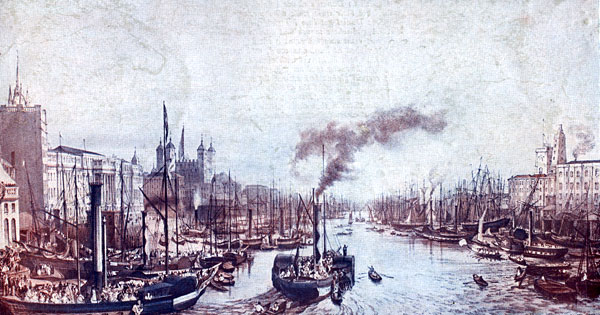
Vaporetti sul Tamigi nel 1841

Vaporetti a vapore vennero introdotti nel 1815 e l'uso del fiume come via di trasporto aumentò in maniera esponenziale. I trasporti si svolgevano da Gravesend, Margate e Ramsgate via Greenwich e Woolwich verso il centro di Londra. A partire dalla metà degli anni 1850, circa 15.000 persone al giorno viaggiavano sul fiume sui battelli a vapore, più del doppio rispetto a quelli che usavano le allora nascenti ferrovie. Con l'aumento della congestione del traffico fluviale, aumentarono a dismisura collisioni e incidenti e fra questi quello occorso alla SS Princess Alice a Woolwich nel 1878.
Così come la costruzione di grandi battelli e di ponti aveva sottratto gran parte del lavoro ai piccoli barcaioli, la costruzione delle ferrovie sottrasse tantissimi passeggeri ai servizi fluviali. Le compagnie dei battelli andarono perdendo sempre più passeggeri e nel 1876 le cinque compagnie più rilevanti si consorziarono fra di loro costituendo la London Steamboat Company. La società istituì un servizio, della durata di mezz'ora, fra Chelsea e Greenwich che andò avanti per otto anni fino a quando essa fu costretta a chiudere per fallimento nel 1884. Nonostante ciò i servizi continuarono, da parte di altre aziende, per tutto il secolo seguente.

### XX secolo
Nel 1905 il Consiglio della Contea di Londra lanciò un proprio servizio di trasporto sul Tamigi per integrare il nuovo London County Council Tramways, acquistando diversi attracchi e 30 nuovi battelli a vapore.
Vennero istituiti frequenti corse fra Hammersmith e Greenwich ma il LCC river service non si rivelò un grande successo accumulando in un anno debiti per 30.000 sterline. Esso venne chiuso definitivamente dopo soli due anni di servizio
Nel 1940, venne realizzato un servizio temporaneo durante la seconda guerra mondiale per sostituire i treni e i tram distrutti dai bombardamenti tedeschi.

### Ripresa del servizio passeggeri
Nel 1997, il segretario di stato ai trasporti del Governo britannico lanciò Thames 2000, un progetto da 21 milioni di sterline per rilanciare i trasporti passeggeri sul Tamigi in previsione dei festeggiamenti dell'anno 2000. L'attrazione principale di questi festeggiamenti fu il Millennium Dome, ma vi fu anche un piano per creare un progetto a lungo termine di pubblici trasporti fluviali fra le sponde del Tamigi.
Il risultato fu la costituzione, nel 1999, del London River Services, una sussidiaria del Transport for London.

## LRS oggi
La LRS è responsabile per l'integrazione dei trasporti fluviali con gli altri trasporti di Londra, come la metropolitana e i bus. Essa promuove il trasporto sul fiume sotto il marchio di London River Services.
Gestisce direttamente anche otto dei 32 moli che sono presenti sulle rive del Tamigi.

## Servizi
I servizi proposti sono diversi a seconda delle stagioni e sono suddivisi in tre tipologie diverse:

### Servizio pendolare

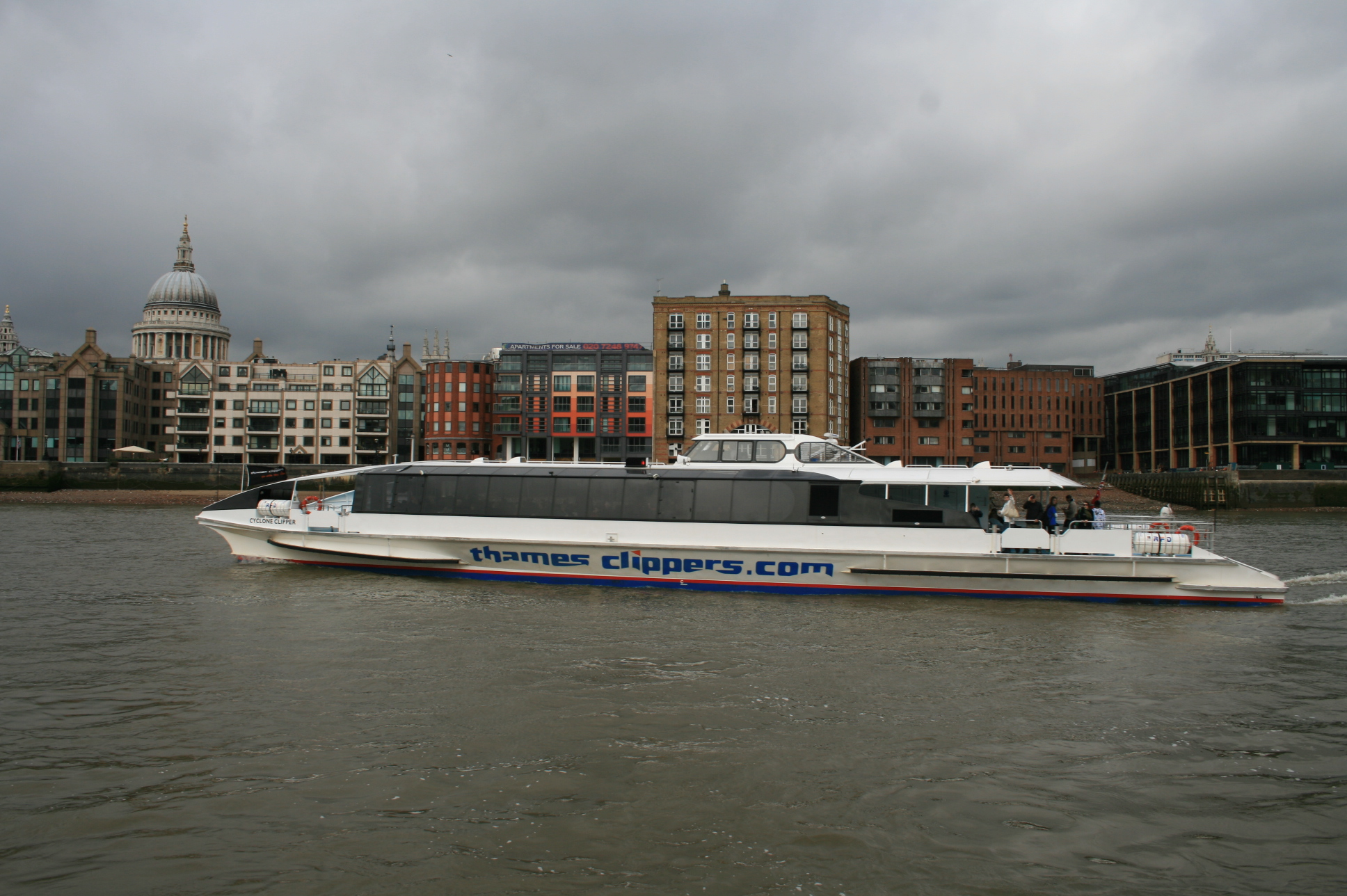
Un servizio pendolare operato da Thames Clipper sul fiume Tamigi.

Questo servizio viene effettuato con frequenze maggiori durante le ore di punta. Alcuni funzionano sette giorni a settimana mentre altri non operano il sabato e la domenica. Molti operatori offrono tariffe scontate per possessori di Travelcard. La Oyster Card pay-as-you-go non è però accettata su alcuni di questi servizi. Le principali linee sono: 
- Embankment - Woolwich
- Putney - Chelsea Harbour - Cadogan - Embankment - Blackfriars

I catamarani che operano sulle rotte sono dotati di bar, sedili stile aereo, possono caricare biciclette e sono accessibili a disabili su sedie a rotelle.

### Ferry-boat

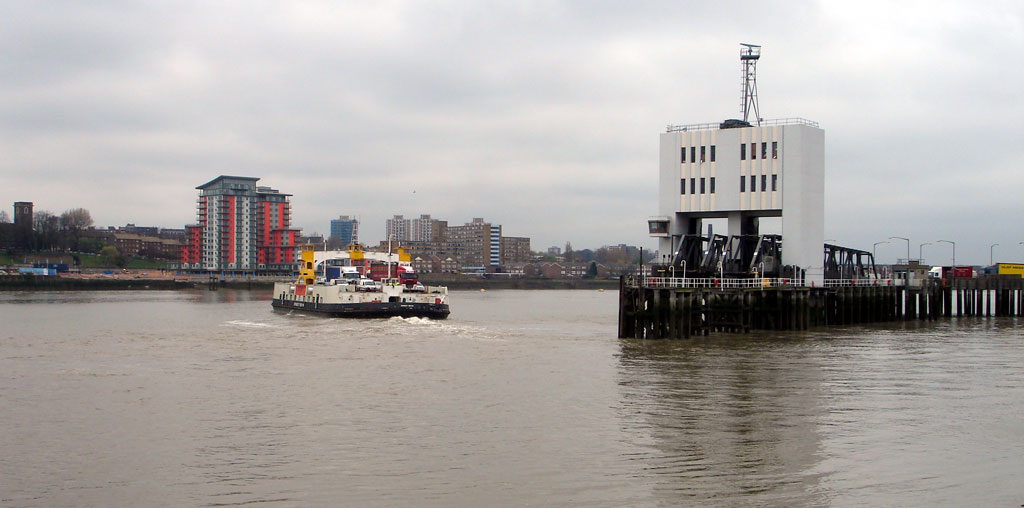
Il servizio di trasporto veicoli e passeggeri da Woolwich.

Nella zona centrale di Londra il corso del Tamigi è abbastanza stretto da consentirne lo scavalcamento con una serie di ponti; verso la foce il suo corso si allarga e vi sono pochi ponti per l'attraversamento. Vi sono pertanto due servizi di collegamento per il trasbordo di autovetture: 
- Il Canary Wharf - Rotherhithe Ferry (anche detto Hilton Docklands - Canary Wharf Shuttle) opera fra Canary Wharf Pier e Hilton Docklands Nelson Dock Pier all'Hilton Hotel di Rotherhithe. I battelli hanno una frequenza di sei per ora e portano sia clienti dell'albergo che normali passeggeri.
- Il Woolwich Ferry è un servizio gratuito per veicoli e pedoni e connette Woolwich e North Woolwich ed è vicino alla stazione di King George V della DLR. Per i veicoli, il servizio collega la strada A406 con la A205.

Altri due servizi di ferry operano a ovest di Londra e sono l'Hammerton's Ferry e l'Hampton Ferry. Questi non dipendono dal London River Services.

### Servizi turistici

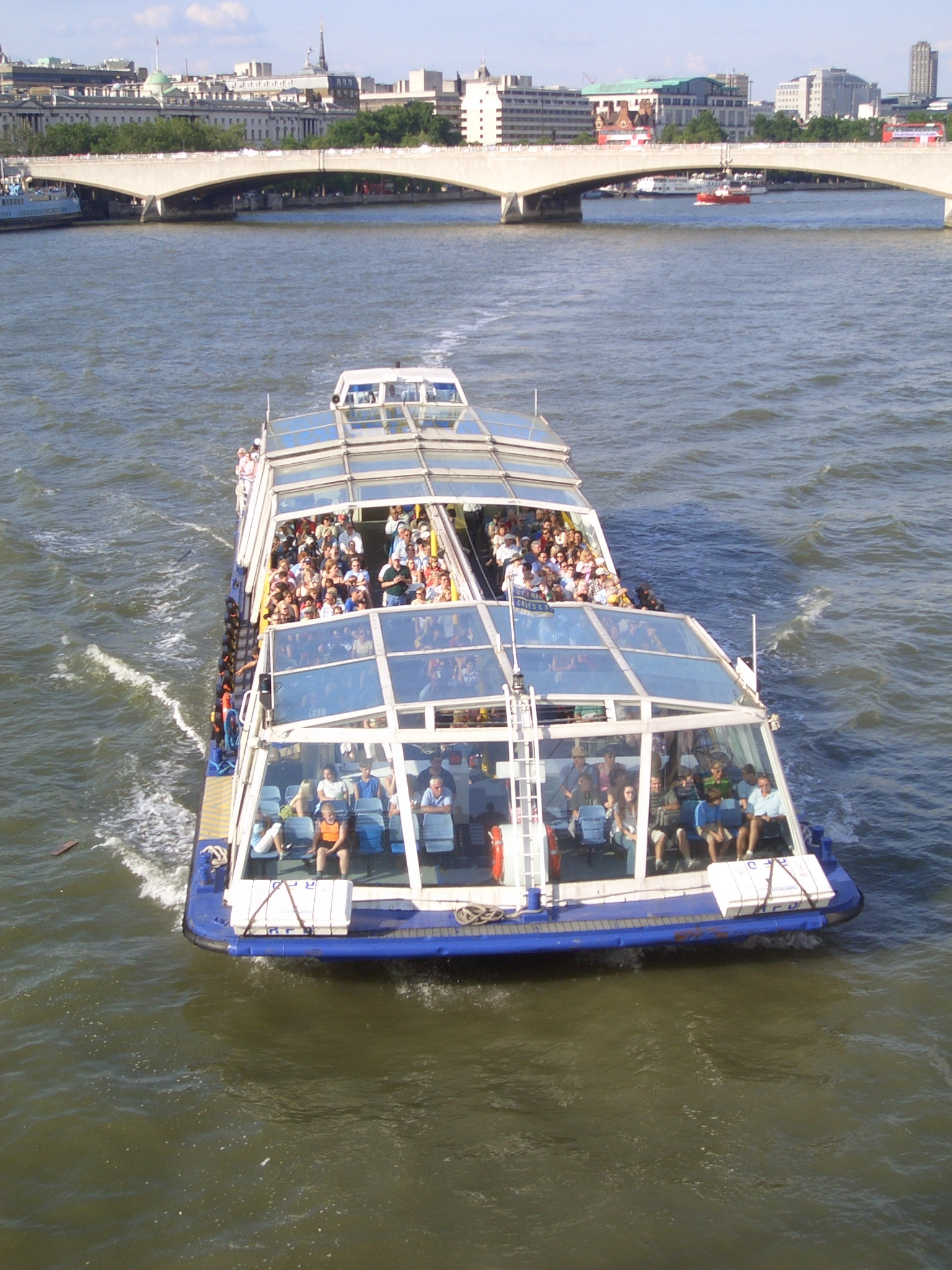
Un battello turistico operato dalla Bateaux London Catamaran Cruisers.

Questi battelli sono destinati essenzialmente ai turisti e normalmente non funzionano nelle ore di punta. Molte società hanno delle corse a orari prefissati mentre alcune realizzano soltanto due corse al giorno, in alcuni giorni della settimana o soltanto in alcune stagioni dell'anno. Le destinazioni sono attrazioni turistiche o una crociera sul fiume per ammirare i maggiori ponti d'interesse della città. Queste sono alcune delle maggiori rotte turistiche:
- Bankside - Waterloo - Millbank (Da Tate Gallery a Tate Gallery)
- London Eye River Cruise
- Multilingual Circular Cruise (multilingue)
- Greenwich Sunday Evening Sightseeing Cruise
- MV Balmoral and Paddle Steamer Waverley Crociere da Tower Pier
- Richmond - Kingston - Hampton Court
- Tilbury/Gravesend - Greenwich
- Westminster - Kew - Richmond - Hampton Court
- Westminster - St Katharine's Hop-on, Hop-off (servizio circolare con possibilità di scendere e risalire varie volte per vedere i luoghi più interessanti di Londra)
- Westminster - Waterloo - Tower - Greenwich
- Westminster - Greenwich - Barrier Gardens

## Operatori
I servizi di trasporto turistico e pendolare sono esercitati dalle seguenti compagnie private.
| Operatore                                           | Servizi                        | Collegamenti esterni |
| --------------------------------------------------- | ------------------------------ | -------------------- |
| London Eye River Cruise (operato da Thames Clipper) | servizio turistico             |                      |
| Bateaux London                                      | servizio turistico             |                      |
| Crown River Cruises                                 | servizio turistico             |                      |
| Lower Thames and Medway Passenger Boat Company      | servizio turistico             |                      |
| London Borough of Greenwich                         | Woolwich Ferry                 |                      |
| Thames Clippers                                     | pendolare e servizio turistico |                      |
| Thames Executive Charters                           | pendolare                      |                      |
| Thames River Services                               | servizio turistico             |                      |
| Turks Launches                                      | servizio turistico             |                      |
| Westminster Passenger Services Association          | servizio turistico             |                      |
| Waverley Excursions                                 | servizio turistico             |                      |

## Moli

I principali moli nell'area della central London

London River Services elenca 24 moli nelle sue pubblicazioni, di cui otto autogestiti.

### Millennium Piers

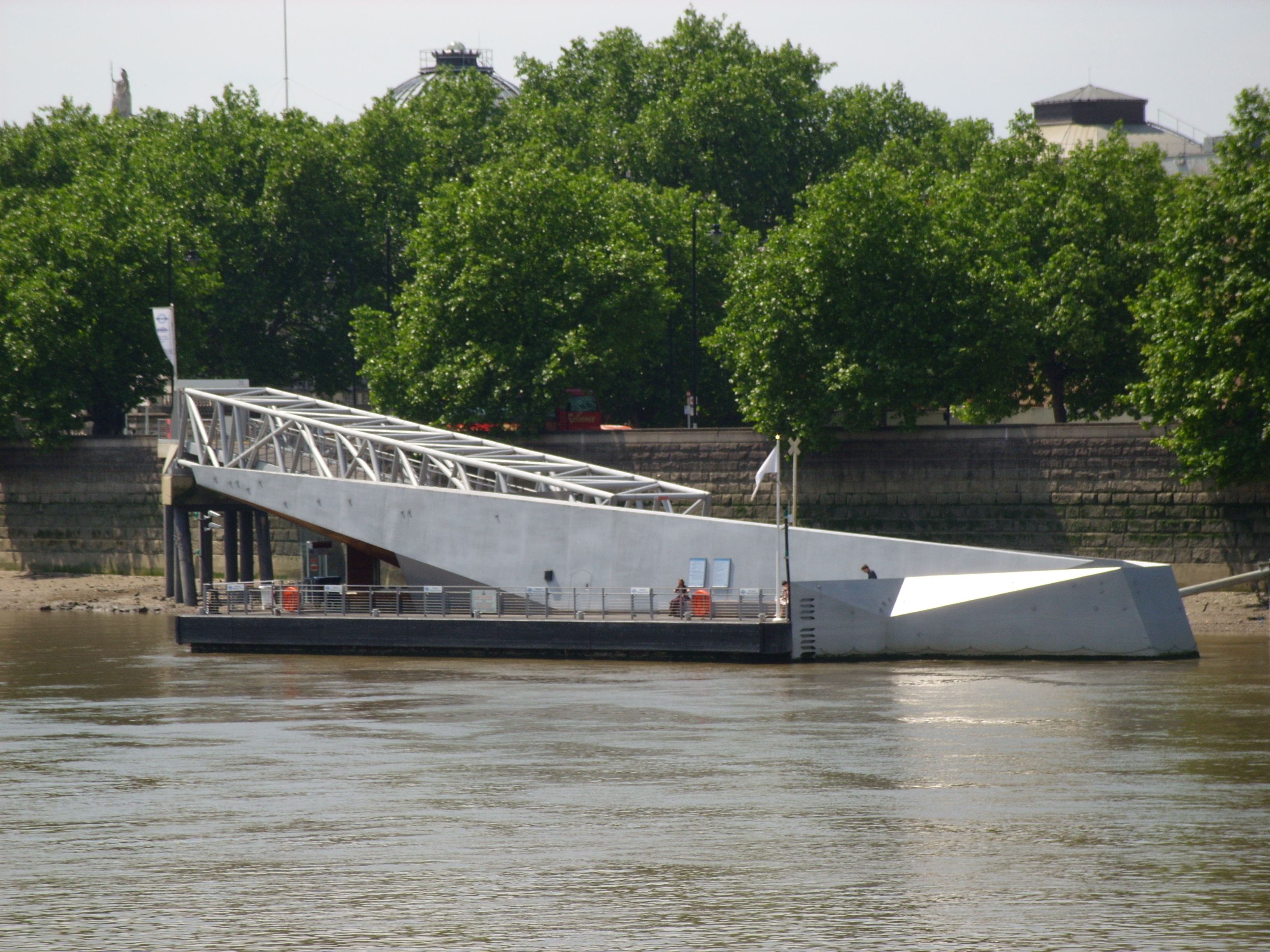
Millbank Millennium Pier

Nel 2000, sono stati aperti 5 nuovi moli:
- Tower Millennium Pier
- Blackfriars Millennium Pier
- Waterloo Millennium Pier
- Westminster Millennium Pier
- Millbank Millennium Pier

### Elenco dei moli
Servizi regolari, turistici e pendolari usano i seguenti punti di attracco anche se nessuno dei servizi serve tutti questi punti di arrivo. I moli sono indicati secondo la direzione della corrente del fiume:
| #  | Molo                              | Servizio | Stazione vicina                                                       | Destinazione                                       | Note                                       |
| -- | --------------------------------- | -------- | --------------------------------------------------------------------- | -------------------------------------------------- | ------------------------------------------ |
| 1  | Hampton Court Pier                |          | Hampton Court                                                         | Hampton Court                                      |                                            |
| 2  | Kingston (Town End Pier)          |          |                                                                       | Kingston upon Thames                               |                                            |
| 3  | Kingston (Turks Pier)             |          | Kingston                                                              | Kingston upon Thames                               |                                            |
| 4  | Richmond Landing Stage            |          | Richmond                                                              | Richmond upon Thames Ham House                     | Hammerton's Ferry                          |
| 5  | Richmond (St. Helena Pier)        |          | Richmond                                                              | Richmond upon Thames                               |                                            |
| 6  | Kew Gardens Pier                  |          | Kew Gardens Kew Bridge                                                | Kew Gardens Kew Bridge Steam Museum                |                                            |
| 7  | Putney Pier                       |          | Putney Bridge Putney                                                  | Fulham Putney                                      | Gestito da Livett's Launches               |
| 8  | Wandsworth Riverside Quarter Pier |          | Wandsworth Town                                                       | Wandsworth                                         |                                            |
| 9  | Chelsea Harbour Pier              |          | Imperial Wharf                                                        | Chelsea                                            |                                            |
| 10 | Cadogan Pier                      |          |                                                                       | Chelsea                                            |                                            |
| 11 | Millbank Millennium Pier          |          | Pimlico                                                               | Tate Britain                                       | Gestito da TfL                             |
| 12 | Westminster Millennium Pier       |          | Westminster                                                           | Palazzo di Westminster Abbazia di Westminster      | Gestito da TfL                             |
| 13 | Waterloo Millennium Pier          |          | Waterloo                                                              | London Eye South Bank                              | Gestito da London Eye                      |
| 14 | Embankment Pier                   |          | Embankment Charing Cross                                              | London Eye South Bank Trafalgar Square             | Gestito da TfL                             |
| 15 | Festival Pier                     |          | Embankment Waterloo                                                   | London Eye South Bank                              | Gestito da TfL                             |
| 16 | Savoy Pier                        |          | Embankment Charing Cross                                              | Hotel Savoy Covent Garden                          |                                            |
| 17 | Tower Lifeboat Station            |          |                                                                       |                                                    | Solo per uso RNLI, non aperto al pubblico. |
| 18 | Blackfriars Millennium Pier       |          | Blackfriars                                                           | Cattedrale di San Paolo Tate Modern                | Gestito da TfL                             |
| 19 | Bankside Pier                     |          | Blackfriars                                                           | Globe Theatre Tate Modern                          | Gestito da TfL                             |
| 20 | London Bridge City Pier           |          | London Bridge                                                         | HMS Belfast London Dungeon Cattedrale di Southwark |                                            |
| 21 | Tower Millennium Pier             |          | Tower Hill                                                            | Torre di Londra Tower Bridge                       | Gestito da TfL                             |
| 22 | St. Katharine Pier                |          | Tower Hill                                                            | St Katherine's Dock Torre di Londra Tower Bridge   |                                            |
| 23 | Hilton Docklands Nelson Dock Pier |          | -                                                                     | Rotherhithe                                        | Canary Wharf - Rotherhithe Ferry           |
| 24 | Canary Wharf Pier                 |          | Canary Wharf (DLR) Canary Wharf                                       | Canary Wharf                                       |                                            |
| 25 | Greenland Dock Pier               |          | Surrey Quays                                                          | Greenland Dock                                     |                                            |
| 26 | Masthouse Terrace Pier            |          | Island Gardens                                                        | Isle of Dogs                                       |                                            |
| 27 | Greenwich Pier                    |          | Cutty Sark Greenwich                                                  | Greenwich Cutty Sark National Maritime Museum      | Gestita da TfL                             |
| 28 | QEII Pier                         |          | North Greenwich                                                       | Millennium Dome                                    |                                            |
| 29 | Barrier Gardens Pier              |          | Woolwich Dockyard                                                     | Barriera del Tamigi                                | soltanto in estate                         |
| 30 | Woolwich Pier                     |          | Woolwich Dockyard Woolwich Arsenal (a circa 600 metri una dall'altra) | Woolwich South Circular                            | Woolwich Ferry soltanto                    |
| 31 | North Woolwich Pier               |          | King George V                                                         | Woolwich North Circular Aeroporto di Londra-City   | Woolwich Ferry soltanto                    |
| 32 | Woolwich Arsenal Pier             |          | Woolwich Arsenal (600 metri circa)                                    | Woolwich                                           |                                            |

## Tariffe

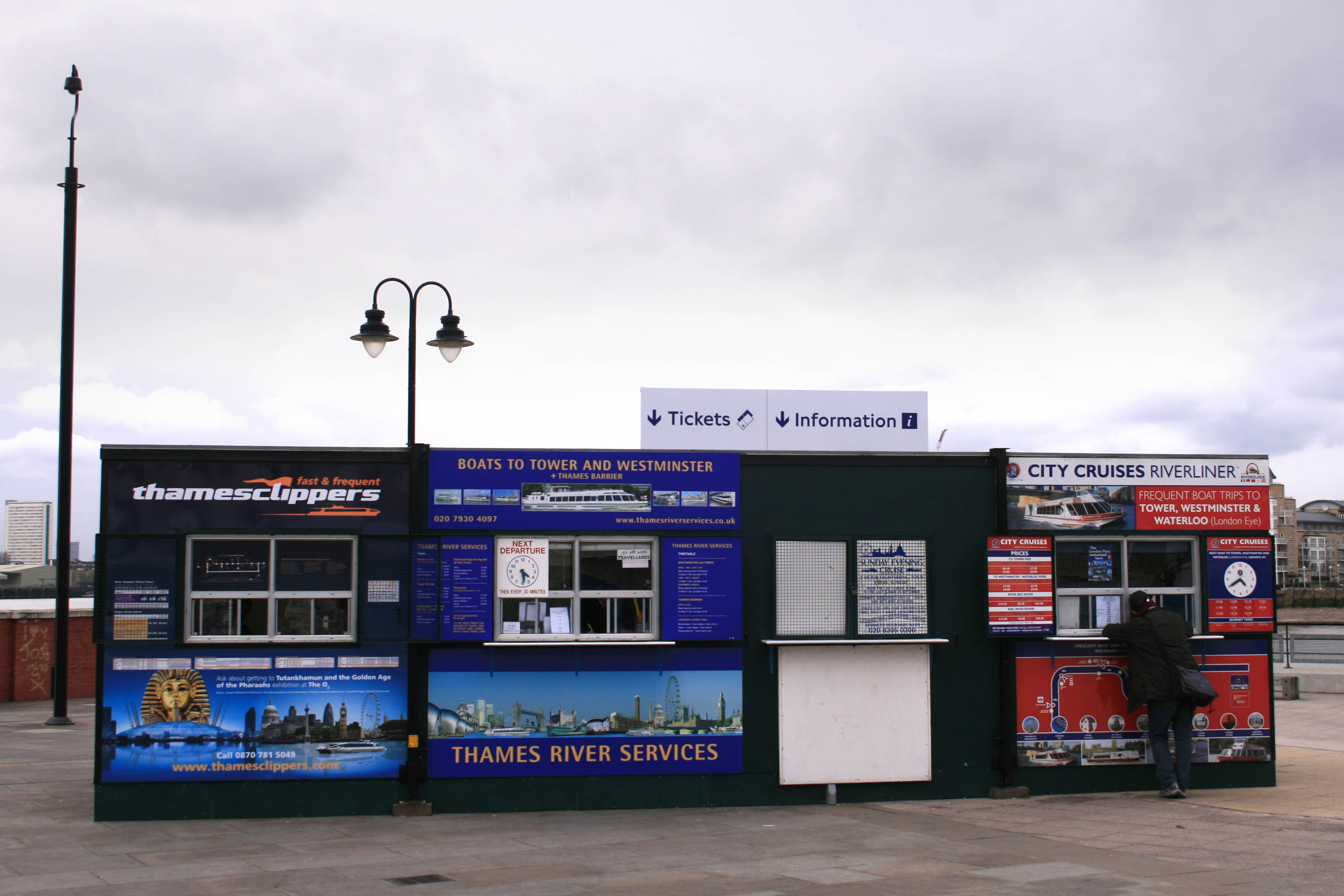
Biglietterie diverse per ogni operatore.

Contrariamente alla metropolitana e ai bus, gli operatori dei servizi fluviali hanno tariffe e biglietterie diverse e il costo della corsa è più elevato dei trasporti via ferrovia e via gomma. La Travelcard e la Oyster Card non sono valide, anche se diversi operatori offrono uno sconto del 30% ai possessori di queste carte così come agli ultra sessantenni residenti e agli studenti. L'unica eccezione è il Woolwich Ferry che è gratuito.
La vendita dei biglietti non è gestita direttamente dagli operatori ma affidata ad alcuni chioschi ognuno dei quali vende i biglietti di un singolo operatore. I biglietti di corsa semplice possono essere acquistati anche a bordo, ma non tutti gli operatori consentono questa facilitazione.
Alcuni operatori offrono biglietti settimanali e mensili o carnet di biglietti. La Thames Clipper, per esempio, offre un biglietto di un intero giorno che consente di scendere e risalire sul battello innumerevoli volte per la visita dei monumento. La sua validità cessa comunque alle cinque del pomeriggio nei giorni lavorativi.